# Vescisa digona
Vescisa digona är en fjärilsart som beskrevs av George Francis Hampson 1910. Vescisa digona ingår i släktet Vescisa och familjen nattflyn. Inga underarter finns listade i Catalogue of Life.